# Louis Vuitton Cup
Louis Vuitton Cup er titlen på den indledende runde til America's Cup Sejladsen har til hensigt at finde en modstander til den forsvarende mester af Americas cup trofæet. the auld mug 
Udfordrerne møder deres modstandere en efter en i Match Race sejladser. 
Sponsoren af Louis Vuitton Cup er firmaet Louis Vuitton

## Finale i Louis Vuitton Cup 2007
Sejles bedst af 9, hvilket vil sige, at første båd som vinder 5 sejladser går videre til America's Cup
| Hold                      | Land        | 1 | 2 | 3 | 4 | 5 | 6 | 7 | 8 | 9 |   | Vinder af Finalen                                      |
| ------------------------- | ----------- | - | - | - | - | - | - | - | - | - | - | ------------------------------------------------------ |
| Luna Rossa Challenge      | Italien     | 0 | 0 | 0 | 0 | 0 | X | X | X | X | 0 |                                                        |
| Emirates Team New Zealand | New Zealand | 1 | 1 | 1 | 1 | 1 | X | X | X | X | 5 | Emirates Team New Zealand går videre til America's Cup |

## Semifinale i Louis Vuitton Cup 2007
Sejles bedst af 9, hvilket vil sige, at første båd som vinder 5 sejladser går videre til finalen.
| Hold                      | Land        | 1 | 2 | 3 | 4 | 5 | 6 | 7 | 8 | 9 |   | Vinder af Semifinalen:                           |
| ------------------------- | ----------- | - | - | - | - | - | - | - | - | - | - | ------------------------------------------------ |
| Emirates Team New Zealand | New Zealand | 1 | 1 | 0 | 1 | 1 | 0 | 1 | X | X | 5 | Emirates Team New Zealand går videre til finalen |
| Desafio Español           | Spanien     | 0 | 0 | 1 | 0 | 0 | 1 | 0 | X | X | 2 |                                                  |
| Hold                      | Land        | 1 | 2 | 3 | 4 | 5 | 6 | 7 | 8 | 9 |   | Vinder af Semifinalen:                           |
| BMW Oracle Racing         | USA         | 0 | 1 | 0 | 0 | 0 | 0 | X | X | X | 1 |                                                  |
| Luna Rossa Challenge      | Italien     | 1 | 0 | 1 | 1 | 1 | 1 | X | X | X | 5 | Luna Rossa Challenge går videre til finalen      |

## Deltagere i Louis Vuitton Cup 2007
| Hold                               | Land                               | Klub        | Skipper/Rorsmand                                         | Holdet startet | Plads. |
| ---------------------------------- | ---------------------------------- | ----------- | -------------------------------------------------------- | -------------- | ------ |
| Emirates Team New Zealand          | Royal New Zealand Yacht Squadron   | New Zealand | Dean Barker                                              | 1986           |        |
| BMW ORACLE RACING                  | Golden Gate Yacht Club             | USA         | Chris Dickson, Lawrence Joseph Ellison,Sten Peter Mohr   | 2000           |        |
| LUNA ROSSA CHALLENGE               | Yacht Club Italiano                | Italien     | Francesco de Angelis, James Spithill                     | 1997           |        |
| DESAFÍO ESPAÑOL 2007               | Real Federación Española de Vela   | Spanien     | Karol Jablonski, Santiago López-Vázquez, Jesper Radich   | 2004           |        |
| VICTORY CHALLENGE                  | Gamla Stans Yacht Sällskap         | Sverige     | Magnus Holmberg                                          | 2001           | 5      |
| MASCALZONE LATINO - CAPITALIA TEAM | Reale Yacht Club Canottieri Savoia | Italien     | Flavio Favini, Jes Gram-Hansen                           | 2002           | 6      |
| TEAM SHOSHOLOZA                    | Royal Cape Yacht Club              | Sydafrika   | Paolo Cian                                               | 2004           | 7      |
| AREVA CHALLENGE                    | Cercle de la Voile de Paris        | Frankrig    | Sebastien Col                                            | 2001           | 8      |
| +39 CHALLENGE                      | Circolo Vela Gargnano              | Italien     | Iain Percy                                               | 2004           | 9      |
| UNITED INTERNET TEAM GERMANY       | Deutscher Challenger Yacht Club    | Tyskland    | Jesper Bank                                              | 2005           | 10     |
| CHINA TEAM                         | Qingdao International Yacht Club   | Kina        | Daniel Andrieu, Hervé Devaux and Philippe de la Barrière | 2005           | 11     |